# Музей туркменского ковра
Национальный музей туркменского ковра (туркм. Türkmen halysynyň milli muzeýi) — национальный музей Туркменистана, расположенный в центре Ашхабада, около административного здания Государственного объединения «Туркменхалы».

## История
В целях возрождения, сохранения и творческого развития традиций туркменского ковроткачества, Постановлением Президента Туркменистана от 20 марта 1993 года в городе Ашхабаде был создан Музей туркменского ковра.
В Туркменистане ежегодно празднуется День туркменского ковра, центром праздника уже традиционно является единственный в мире Музей туркменского ковра.

## Музей

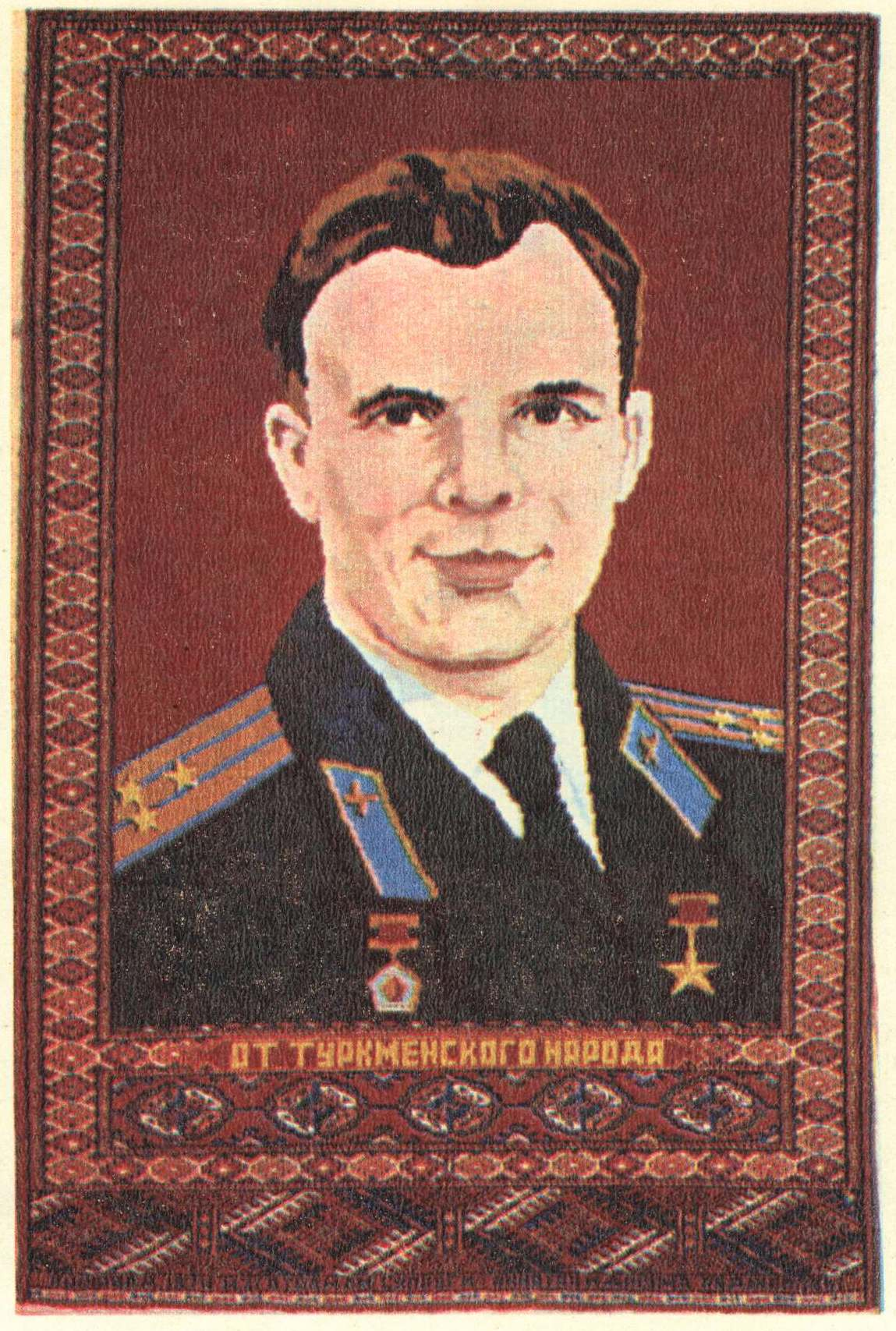
Туркменский ковёр-портрет Юрия Алексеевича Гагарина.

Архитектурный ансамбль музея состоит из административного здания Государственного объединения «Туркменхалы» и здания музея, занимающих в общем площадь 13400 м² (административный корпус 8311, музей — 5089). В стенах музея проходят международные научные форумы и конференции.
Музей туркменского ковра является одним из культурных центров Туркменистана, в котором выставлено около 2000 ковровых экспонатов, в том числе редких. Например, в музее имеется самое маленькое ковровое изделие, предназначенное для ношения ключей, а также самый большой в мире ковер ручной работы общей площадью 301 м², который был соткан в 2001 году, а в 2003 году внесен в книгу рекордов Гиннесса.
В музее проводят реставрации старинных ковров, что является сложной задачей — квадратный метр некоторых искусно сотканных старых экземпляров содержит до 1 350 000 узелков. Фонд музея постоянно пополняется, его сотрудники ведут поиск и сбор старых ковров.